# 202
202（二百二、にひゃくに）は自然数、また整数において、201の次で203の前の数である。 

## 性質
- 202は合成数であり、約数は 1, 2, 101, 202 である。
  - 約数の和は306。
  - 約数の個数が3連続(201,202,203)で同じになる5番目の中央の数である。1つ前は142、次は214。
- 202 = 2 × 101
  - 64番目の半素数である。1つ前は201、次は203。
  - 2 + 0 + 2 = 2 + 1 + 0 + 1 より9番目のスミス数である。1つ前は166、次は265。
- 30番目の回文数である。1つ前は191、次は212。
  - 2022 = 40804も回文数。
    - 回文数の平方数が回文数になる9番目の数である。1つ前は121、次は212。(オンライン整数列大辞典の数列 A057135)
      - 平方数が回文数になる10番目の数である。1つ前は121、次は212。(オンライン整数列大辞典の数列 A002778)
- 連続する4つの素数の和で表せる14番目の数である。1つ前は184、次は220。
202 = 43 + 47 + 53 + 59
- 各位の和が4になる10番目の数である。1つ前は130、次は211。
- 各位の立方和が平方数になる23番目の数である。1つ前は201、次は210。(オンライン整数列大辞典の数列 A197039)
- 202 = 92 + 112
  - 異なる2つの平方数の和で表せる61番目の数である。1つ前は200、次は205。(オンライン整数列大辞典の数列 A004431)
- 202 = 32 + 72 + 122
  - 3つの平方数の和1通りで表せる70番目の数である。1つ前は200、次は205。(オンライン整数列大辞典の数列 A025321)
  - 異なる3つの平方数の和1通りで表せる62番目の数である。1つ前は200、次は205。(オンライン整数列大辞典の数列 A025339)
- 4つの平方数の和11通りで表せる最小の数である。次は255。
  - 4つの平方数の和 n 通りで表せる最小の数である。1つ前の10通りは198、次の12通りは252。(オンライン整数列大辞典の数列 A025416)
- n = 202 のとき n と n − 1 を並べた数を作ると素数になる。n と n − 1 を並べた数が素数になる24番目の数である。1つ前は198、次は208。(オンライン整数列大辞典の数列 A054211)

## その他 202 に関連すること
- 西暦202年
- パンアメリカン航空202便墜落事故
- 第202代ローマ教皇はウルバヌス6世である（在位：1378年4月8日～1389年10月15日）である。
- トヨタ自動車の車両色「レイヤードブラック」(センチュリーのみ｢神威エターナルブラック｣)の塗装コードは「202」であり、この名を冠した特別仕様車がカローラフィールダーに設定されている。
- 7月21日 - 1月1日から数えて202日目に当てはまる。
- 202 × 10−2 = 2.02 は {\displaystyle {\sqrt[{\varphi }]{\pi }}} の数字列である。(ただしφは黄金数)(オンライン整数列大辞典の数列 A182550)